# Von Kempelen e la sua invenzione
Von Kempelen e la sua invenzione (Von Kempelen and his discovery) è un racconto di Edgar Allan Poe pubblicato per la prima volta su The Flag of Our Union il 14 aprile del 1849.

## Trama
La storia riassume le vicende dell'ambiguo Von Kempelen, che partendo dalle precedenti ricerche di un certo Mr. Kissam sarebbe pervenuto alla scoperta della pietra filosofale. Sorvegliato dalla polizia come sospetto coniatore di monete false, Von Kempelen viene arrestato da alcuni agenti nel suo laboratorio mentre sta per unire del piombo fuso a una sostanza chimica non identificata. I poliziotti trovano poi nascosto sotto il letto di Von Kempelen un baule contenente una gran quantità di rottami d'ottone dalla forma irregolare, in tutto simili a dei frammenti di piombo fusi in un crogiuolo, colati e lasciati raffreddare senza uno stampo. Ad un'analisi successiva, quegli oggetti risulteranno essere dei pezzi di oro purissimo.